# Antonino de Florença
Antonino Pierozzi, O.P., (também conhecido como Santo Antonino de Florença; Florença, 1 de março de 1389 — Montughi, 2 de maio de 1459) foi um teólogo, arcebispo e literato italiano; pertenceu à ordem dos frades pregadores, foi Arcebispo de Florença e um estudioso do período escolástico tardio. É venerado como santo pela Igreja Católica.

## Biografia
Ele nasceu Antonio Pierozzi (também chamado de Forciglioni) em 1 de março de 1389 na cidade de Florença, então capital da República Florentina, filho de Niccolò e Tomasina Pierozzi, cidadãos proeminentes da cidade, sendo Niccolò um notário.
Aos quinze anos (1404) Antonino solicitou ao beato Giovanni Dominici, o grande reformador religioso italiano do período, então no convento de Santa Maria Novella, em Florença, a admissão na Ordem dominicana. Só um ano depois ele foi aceito, e foi o primeiro a receber o hábito religioso no novo convento de San Domenico em Fiesole pelo beato Giovanni Dominici. Com Fra Angelico e Fra Bartolommeo, aquele que ficou famoso como pintor, o outro como miniaturista, foi enviado a Cortona para fazer o noviciado sob a orientação de Lorenzo da Ripafratta. Terminado o ano de noviciado, voltou a Fiesole, onde permaneceu até 1409, quando, com seus irmãos religiosos, todos fiéis adeptos do papa Gregório XII, foi constrangido pelos florentinos, que haviam recusado a obediência ao papa, a se abrigar no convento de Foligno.
Alguns anos depois, ele começou sua carreira como zeloso promotor das reformas iniciadas pelo beato Giovanni Dominici. Em 1414 ele foi vigário do convento de Foligno, depois subprior e prior do convento de Cortona, e depois prior dos conventos de Roma (Santa Maria sopra Minerva), Nápoles (São Pedro Mártir), Gaeta, Siena e Fiesole (várias vezes). De 1433 a 1446 ele foi vigário da Congregação dominicana da Toscana fundada pelo beato Giovanni Dominici de modo a promover uma forma de vida mais rigorosa na Ordem, que havia sido devastada por sua divisão no Grande Cisma do Ocidente do século anterior. Durante este período ele fundou (1436) o famoso convento de São Marcos em Florença, onde formou uma notável comunidade de irmãos religiosos vindos do convento de Fiesole. Foi também nesta época que ele construiu com a ajuda e generosidade de Cosme de Médici, a igreja adjacente, na consagração da qual o Papa Eugênio IV esteve presente (Epifania do Senhor de 1443). Como teólogo, participou do Concílio de Florença (1439) e hospedou no convento de São Marcos os teólogos dominicanos convocados por Eugênio IV para o Concílio.
Apesar de todos os esforços de Antonino para escapar das dignidades eclesiásticas, ele foi forçado pelo Papa Eugênio IV, que tinha conhecimento pessoal de seu caráter santo e capacidade administrativa, a aceitar o Arcebispado de Florença. Foi consagrado no convento dominicano de Fiesole, em 13 de março de 1446, e imediatamente tomou posse da sé que governou até sua morte. Como no passado havia trabalhado para a edificação da vida religiosa em toda a sua Ordem, trabalhou por ela em sua diocese, dedicando-se à visitação de paróquias e comunidades religiosas, ao remédio dos abusos, ao fortalecimento da disciplina, à pregação do Evangelho, a melhoria da condição dos pobres e a escrita de livros para clérigos e leigos. Antonino ganhou a estima e o amor do seu povo, especialmente por sua energia e recursos empregados no combate aos efeitos da peste e do sismo em 1448 e 1453. Foram eles que começaram o usar a forma diminutiva de seu nome, que posteriormente veio a prevalecer. Esses trabalhos foram interrompidos várias vezes para ele poder atuar como embaixador da República Florentina. A doença o impediu de participar de uma embaixada ao imperador em 1451, mas em 1455 e novamente em 1458 esteve à frente de embaixadas enviadas pelo governo ao Sumo Pontífice. Ele foi chamado pelo Papa Eugênio IV para ajudá-lo em suas horas de morte. Foi frequentemente consultado pelo Papa Nicolau V sobre questões da Igreja e do Estado, encarregado pelo Papa Pio II de empreender, com vários cardeais, a reforma da corte romana.
Quando ocorreu sua morte, em 2 de maio de 1459, Pio II deu instruções para o funeral e o presidiu oito dias depois. Foi canonizado pelo Papa Adriano VI, em 31 de maio de 1523.

## Produções literárias

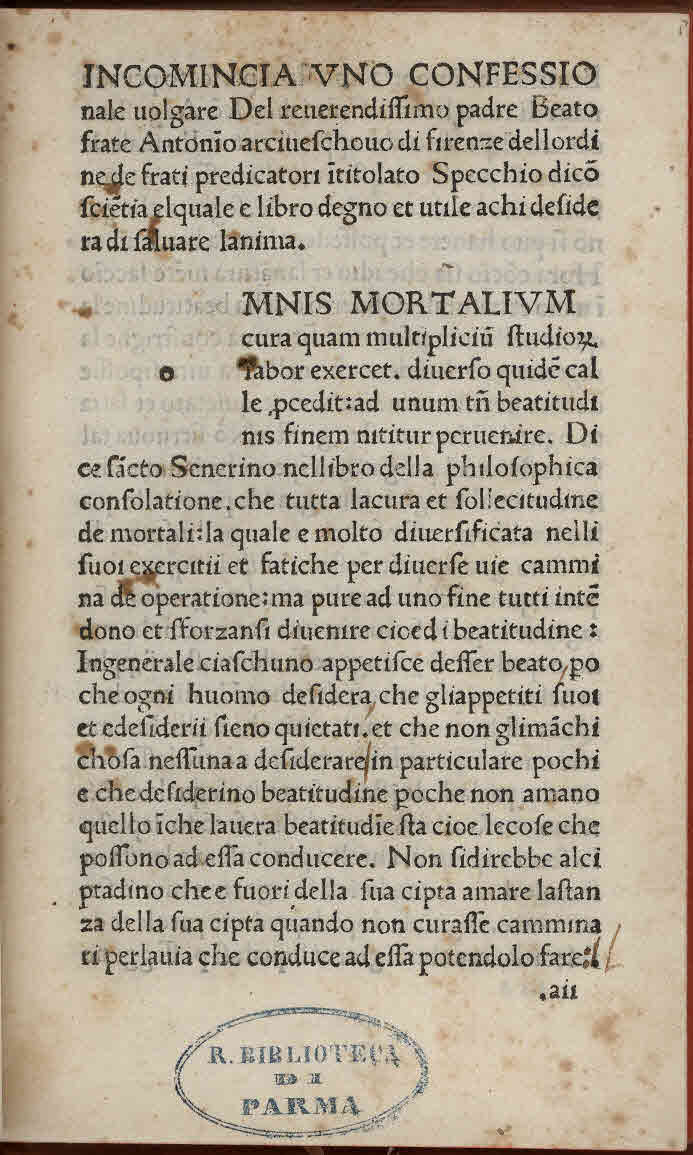
Confessionale, ca. 1488-1490

As produções literárias de Antonino, ao mesmo tempo em que evidenciam a orientação eminentemente prática de sua mente, mostram que ele era um profundo estudioso de história e teologia. Sua principal obra é a Summa theologiae moralis partibus IV. distincta, escrita pouco antes de sua morte, que marcou um desenvolvimento novo e muito considerável na teologia moral. Ela também contém um fundo de matéria para o estudante da história do século XV. Seus elementos jurídicos são tão bem desenvolvidos publicado sob o título de Juris Pontificii et Caesarei Summa. Uma tentativa foi feita por Hjalmar Crohns (Die Summa theologica des Antonin von Florenz und die Schätzung des Weibes im Hexenhammer, Helsingfors, 1903) para traçar os princípios fundamentais da misoginia, tão manifestos no Malleus Maleficarum dos inquisidores alemães, para este trabalho de Antonino. Mas Nikolaus Paulus (Die Verachtung der Frau beim hl. Antonin, in Historisch-Politische Blätter, 1904, pp. 812–830) mostrou mais claramente do que vários outros, especialmente os escritores italianos, que essa hipótese é insustentável, porque baseada em uma leitura de apenas uma parte da Summa de Antonino. Dentro de cinquenta anos após a primeira aparição da obra (Veneza, 1477), quinze edições foram impressas em Veneza, Speyer, Nuremberg, Strasburg, Lyon e Basileia. Outras edições apareceram no século seguinte. Em 1740 foi publicado em Verona em 4 volumes fólio editados por P. Ballerini; e em 1841, em Florença por Tommaso Maria Mamachi e Dionis Remedelli, O.P.
De considerável importância são os manuais para confessores e penitentes contendo resumos, reproduções e traduções da Summa e frequentemente publicados nos séculos XV e XVI sob o nome de Santo Antonino. Foi realizada uma tentativa frustrada de mostrar que ele não era o autor das edições italianas. No máximo, deve-se admitir que ele tenha confiado a outros a tarefa de editar um ou dois. As várias edições e títulos dos manuais causaram confusão e fizeram parecer que havia mais de quatro obras distintas. Uma distinção cuidadosa e classificação é dada por Pierre Mandonnet no Dictionnaire de théologie catholique. De valor para iluminar a vida doméstica de seu tempo são seus tratados sobre a vida cristã escritos para mulheres da família Médici e publicados pela primeira vez no século XIX sob os títulos: Opera a ben vivere...Con altri ammaestramenti (Florença, 1858) Regola di vita cristiana (Florença, 1866). Suas cartas (Lettere) foram coletadas e editadas, algumas pela primeira vez por Tommaso Corsetto, O.P., e publicadas em um volume, em Florença, 1859.
Sob o título Chronicon partibus tribus distincta ab initio mundi ad MCCCLX (publicado também sob os títulos Chronicorum opus e Historiarum opus), ele escreveu uma história geral do mundo para apresentar a seus leitores uma visão das obras da providência divina. Embora não tenha dado lugar à sua imaginação ou aos fatos coloridos, muitas vezes incorreu no erro, tão comum entre os cronistas de seu período, de aceitar muito do que a crítica histórica desde então rejeitou como falso ou duvidoso. Mas isso pode ser dito apenas daquelas partes em que ele tratou da história primitiva. Ao escrever sobre os eventos e a política de sua época, ele exerceu um julgamento que foi do maior valor para os historiadores posteriores. A história foi publicada em Veneza, 1474–1479, em quatro volumes de sua Opera Omnia (Veneza, 1480; Nuremberg, 1484; Basileia, 1491; Lyon, 1517, 1527, 1585, 1586, 1587). Uma obra sobre a pregação (De arte et vero modo praedicandi) teve quatro edições no final do século XV. O volume dos sermões (Opus quadragesimalium et de sanctis sermonum, sive flos florum) é obra de outro, embora publicado sob o nome de Santo Antonino.

## Veneração

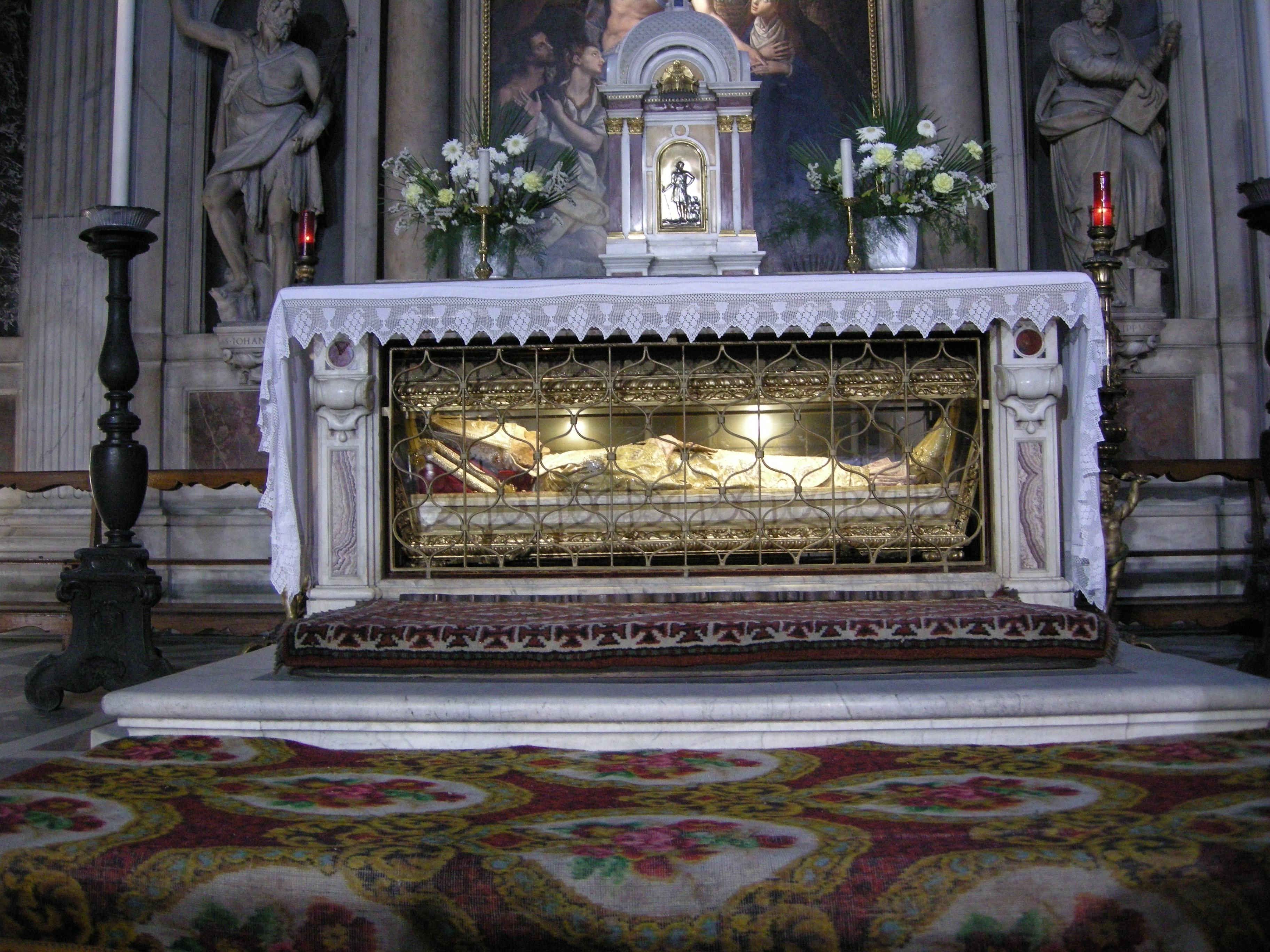
A relíquia na Capela Salviati da igreja de São Marcos, Florença.

Antonino foi canonizado em 31 de maio de 1523 pelo Papa Adriano VI, que tinha ideias de reforma radical e drástica na Igreja, semelhantes àquelas de Antonino. A bula foi publicada por seu sucessor, Clemente VII, em 23 de novembro do mesmo ano.
Seu dia de festa litúrgica, que não estava no Calendário tridentino, foi inserida no Calendário Romano Geral, em 1683, para a celebração em 10 de maio, como duples, uma classificação alterada em 1960 para a festa de 3.ª classe. Desde 1969, não consta mais no Calendário Romano Geral, mas o Martirológio Romano indica que ela ainda é observada, transferida para 2 de maio, dia de sua morte.
Em Florença, Santo Antonino, bispo, que, após trabalhar para a reforma da Ordem dos Pregadores, empreendeu um vigilante cuidado pastoral, resplandecendo por sua santidade, rigor e bondade de doutrina.— Martirológio Romano
Seu corpo está na Capela Salviati da igreja de São Marcos, Florença.
Na Arquidiocese de Florença, da qual é copadroeiro com São Cenóbio, celebra-se com este último no dia 10 de maio e assim também na Missa tridentina. Na casa onde nasceu, perto da Piazza del Duomo, em Florença, hoje pertencente à Opera di Santa Maria del Fiore, um busto e uma placa em latim lembram sua figura. O Papa João XXIII, no quinto centenário de sua morte, o declarou patrono da cidade de Florença e da arquidiocese, junto a São Cenóbio. Uma estátua dele está no pátio Uffizi. Há também uma rua Sant'Antonino perto da Piazza dell'Unità Italiana (área da estação ferroviária de Santa Maria Novella) em Florença.